# Dibutylmagnésium
Le dibutylmagnésium est un composé chimique de formule (CH3CH2CH2CH2)2Mg. Cet organomagnésien peut être obtenu en faisant réagir du n-butyllithium, un organolithien, avec du chlorure de butylmagnésium, un réactif de Grignard, puis par addition de 2-hexyléthanoate de magnésium. Il peut également être préparé par hydrogénation du magnésium suivie de la réaction avec du 1-butène, ou encore en faisant réagir du 2-chlorobutane, du magnésium en poudre et du n-butyllithium. Il est utilisé comme intermédiaire pour produire d'autres organomagnésiens.